# 전자기록
전자기록(electronic records, digital records)이란 법령에서 볼 수 있듯이 컴퓨터 등 전자적 처리 장치를 사용하여 생성, 획득, 이용, 관리되는 기록이다. 디지털 형태로 존재한다는 의미에서 " 디지털 기록" 이라고 부르기도 한다.  전자기록은 정보시스템을 통하여 처리되는 기록으로 전자형태로 생산된 기록(born digital)과 종이 등 아날로그 형태로 생산되었다가 이미지 스캔 등의 방식으로 전자화(디지털화)된 기록을 모두 포함한다. 이메일은 전자 형태의 서신이며, 워드 프로세서로 생성된 문서파일은 종이 문서의 전자 형태에 대응된다. 그러나 데이터베이스로 조직화된 인사 기록이나 지리정보시스템 보관됨 2018-12-13 - 웨이백 머신의 데이터 등은 종이 기록의 대응물보다 더 복잡한 형태를 취하기도 한다.
(한국기록학회 2008, 196p.)

## 기본 3계층 정의
우리나라 공공기록물 관리에 관한 법령 제20조 전자기록물의 관리 1항에서 정의하는 전자기록은 다음과 같다.
중앙기록물관리기관의 장은 컴퓨터 등의 정보처리장치에 의하여 생산,관리되는 기록정보 자료(이하"전자기록물"이라 한다)의 안전하고 체계적인 관리 및 활용 등을 위하여 다음 각 호의 사항을 포함하는 전자기록물 관리체계를 구축,운영하여야 한다.
1. 전자기록의 기본 3계층 정의를 해보면 철,건,컴포넌트 구조이다.
2. 국가기록원이 최근 개정한 기록관리 메타데이터 표준 NAK/S 8:2012(V2.0)에서는 디지털 컴포넌트를 전자기록의 명시적 계층으로 정의하고 메타데이터 요소를 제시하고 있다. 이 표준에서는 메타데이터를 기술해야 하는 기록 계층을 기록물처리, 기록물건, 컴포넌트 3계층으로 정의하였다. 다음은 각 계층에 관한 정의이다.
  - 기록물철: 조직/ 업무 활동을 증명해주며 축적된 기록물건의 집합, 기록관리의 기본단위로서 업무관리시스템의 경우 단위과제 범위 안에서 관련 기록물을 편철한 1개 이상의 묶음이다.
  - 기록물건: 하나의 개체로 관리되는 기록물의 최소 개별 단위, 업무관리 시스템 내에서는 모든 보고 업무( 보고서 작성, 보고처리 및 시행)을 수행할 수 있는 문서관리카드, 문서관리 카드 내의 본문과 첨부를 포함한다.
  - 컴포넌트: 기록물건을 구성하는 기록물의 최소단위, 일반문서 유형인 경우 종이문서, 전자문서의 본문, 첨부 데이터파일 등이 기록물건을 구성하는 컴포넌트가 되고, 다른 기록 유형인 경우 각 기록물건을 구성하는 고유의 컴포넌트 형식을 가진다.

(전자기록물관리론/ 임진희 저/ 선인/ 2013)

## 관련논문
- 공공 전자기록의 생애주기 전반에 걸친 관리 비용 모형에 대한 연구

현문수, 韓國外國語大學校 大學院, 박사논문 [2012]
- 전자기록 환경하의 공공기록 평가체계에 관한 연구

김명훈, 韓國外國語大學校 大學院, 박사논문 [2008]
- 전자기록의 진본성 확보를 위한 공공기록관리 개선방안 연구

郭靜, 韓國外國語大學校 大學院, 박사논문 [2016]
- 개인 전자기록의 수집방안에 관한 연구 : 영국의 PARADIGM 프로젝트 사례분석을 중심으로

나일선, 韓國外國語大學校 大學院, 석사논문 [2009]
- ISO 15489 개정 분석을 통한 전자기록관리 제도 개선 방향

李知祐, 韓國外國語大學敎 大學院, 석사논문 [2017]